# Sata Isobe
Sata Isobe (en japonès 磯辺 サタ Isobe Sata; Chiba, 19 de desembre de 1944 - Osaka, 18 de desembre de 2016) va ser una jugadora de voleibol japonesa que va competir durant la dècada de 1960.
El 1964 va prendre part en els Jocs Olímpics de Tòquio, on guanyà la medalla d'or en la competició de voleibol. Anteriorment havia guanyat el Campionat del Món de voleibol de 1962.